# Lenguas pama norman
Las Lenguas pama norman son un subgrupo de lenguas pama dentro de la familia de lenguas pama-ñunganas, habladas en la región de la Península del Cabo York, en Queensland, Australia.

## Lenguas
Las lenguas pertenecientes a este subgrupo son:
- Gurdjar
- Kuthant